# Miconia barbipilis
Miconia barbipilis es una especie de planta con flor en la familia de las Melastomataceae. Es endémica de  Ecuador.

## Distribución y hábitat
Es un arbusto, arbolito o árbol endémico del sur de Ecuador, donde se conoce a partir de tres 1.943 colecciones hechas cerca de El Pan, en la provincia de Morona Santiago. No sabe que se produzcan dentro de la red de áreas protegidas de Ecuador, pero se pueden encontrar en el Parque nacional Sangay. Clasificada como Vulnerable por la UICN en 1998 (VU B1 + 2c) y como "rara" en 1997 (Oldfield et al . 1998, Walter y Gillett 1998). No hay ejemplares de esta especie que se encuentren en museos ecuatorianos. Aparte de la destrucción del hábitat, no se conocen amenazas específicas.

## Taxonomía
Miconia barbipilis fue descrita por Gleason y publicado en Phytologia 2: 303. 1947.
Etimología
Miconia: nombre genérico que fue otorgado en honor del botánico catalán Francisco Micó.
barbipilis: epíteto